# Tibioploides pacificus
Tibioploides pacificus är en spindelart som beskrevs av Kirill Yeskov och Yuri M. Marusik 1991. Tibioploides pacificus ingår i släktet Tibioploides och familjen täckvävarspindlar. Inga underarter finns listade i Catalogue of Life.